# Christchurch (Nieuw-Zeeland)
Christchurch (Maori: Ōtautahi) is de grootste stad op het Zuidereiland en met ruim 380.000 inwoners de op een na grootste stad van Nieuw-Zeeland. De stad is vernoemd naar het Christ Church-college van de Universiteit van Oxford en ligt halverwege de oostkust, aan de monding van de Avon. Op 31 juli 1856 werd Christchurch per royal charter een stad. Het is daarmee de oudste stad in Nieuw-Zeeland.
Veel gebouwen in Christchurch zijn in neogotische stijl gebouwd en in de stad zijn veel parken en plantsoenen te vinden. Hierdoor doet de stad erg Europees aan. Hij wordt ook wel 'de meest Engelse stad buiten Engeland' genoemd. Christchurch Botanic Gardens is een bekende botanische tuin in Christchurch.

## Geschiedenis

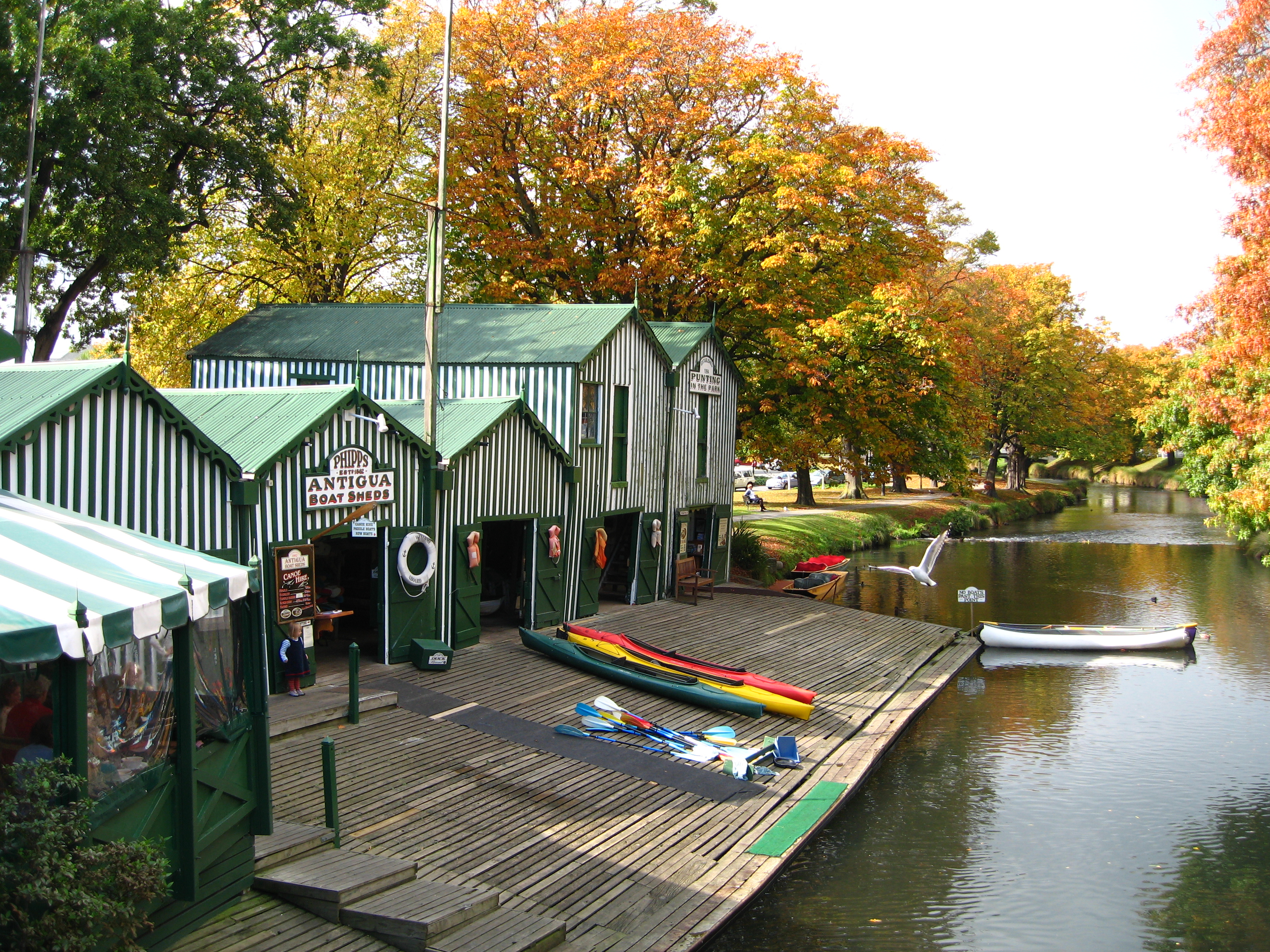
De Avon loopt door Christchurch

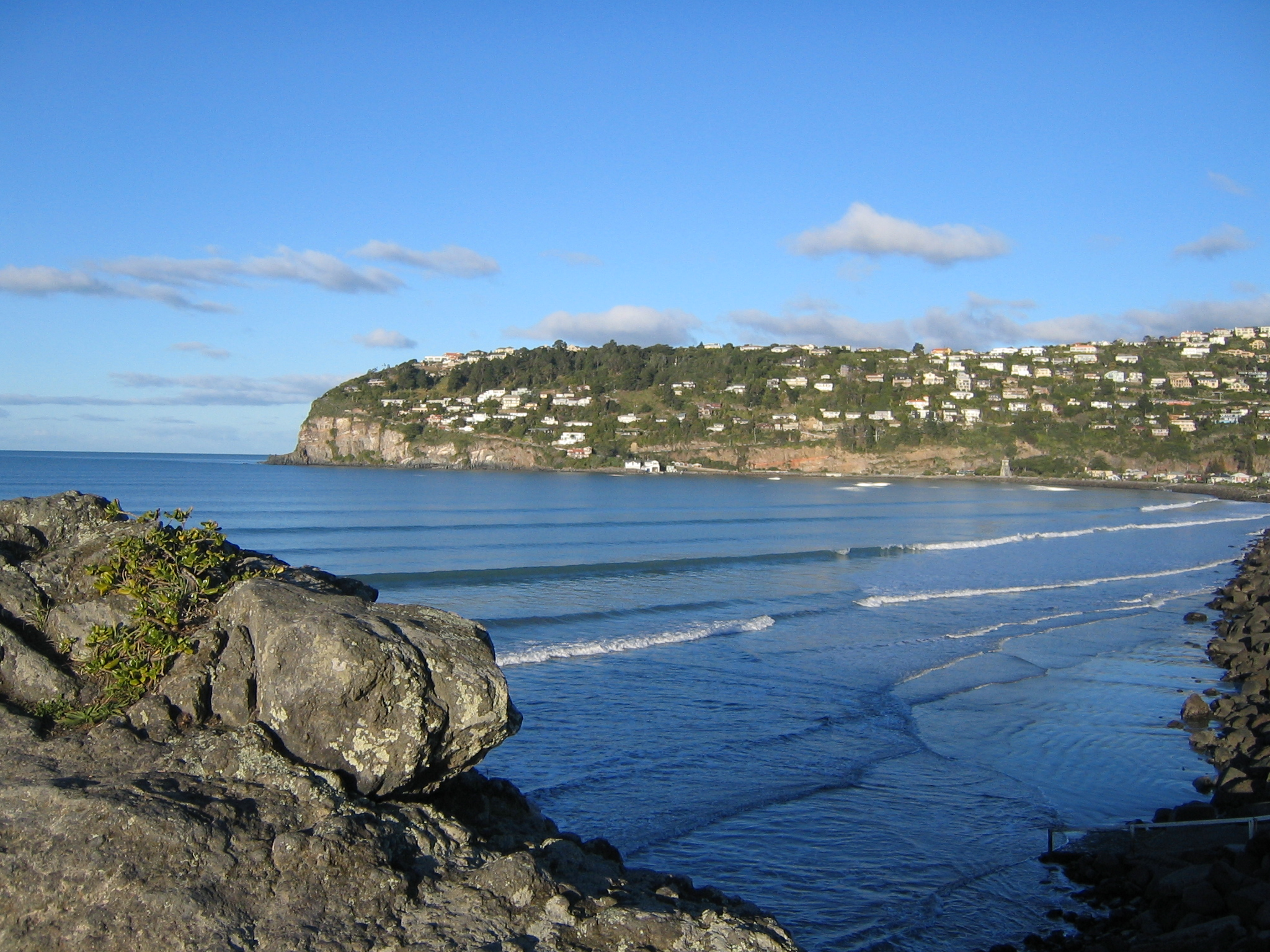
Het strand vanaf Cave Rock (Tuawera), Christchurch

Er is bewijs dat de Maori rond 1250 zich al op deze plaats hadden gevestigd, om op moa's te jagen. Volgens de Maori-overlevering kwamen de eerste Maori er rond het jaar 1000 aan. Rond 1840 trokken de eerste Europeanen naar het gebied.
Christchurch is genoemd naar een college van de Universiteit van Oxford, Christ Church, door John Robert Godley (1814-1861), die aan deze universiteit studeerde. Hij was een van de eerste kolonisten in de regio en was medestichter van de provincie Canterbury, die van 1853 tot 1876 bestond. Samen met Edward Gibbon Wakefield vormde hij in 1848 de Canterbury Association. Deze kocht 1210 km² land in Nieuw-Zeeland. Hier zou de Church of England moeten regeren.
Nadat Engelse kranten hierover schreven vertrokken er in 1850 vanuit Engeland vier schepen met emigranten naar Nieuw-Zeeland. Deze noemt men ook wel de 'Canterbury Pelgrims'. In totaal waren dit 792 mensen. De vier schepen heetten Randolph, Charlotte-Jane, Sir George Seymour en Cressy.

### Aardbevingen

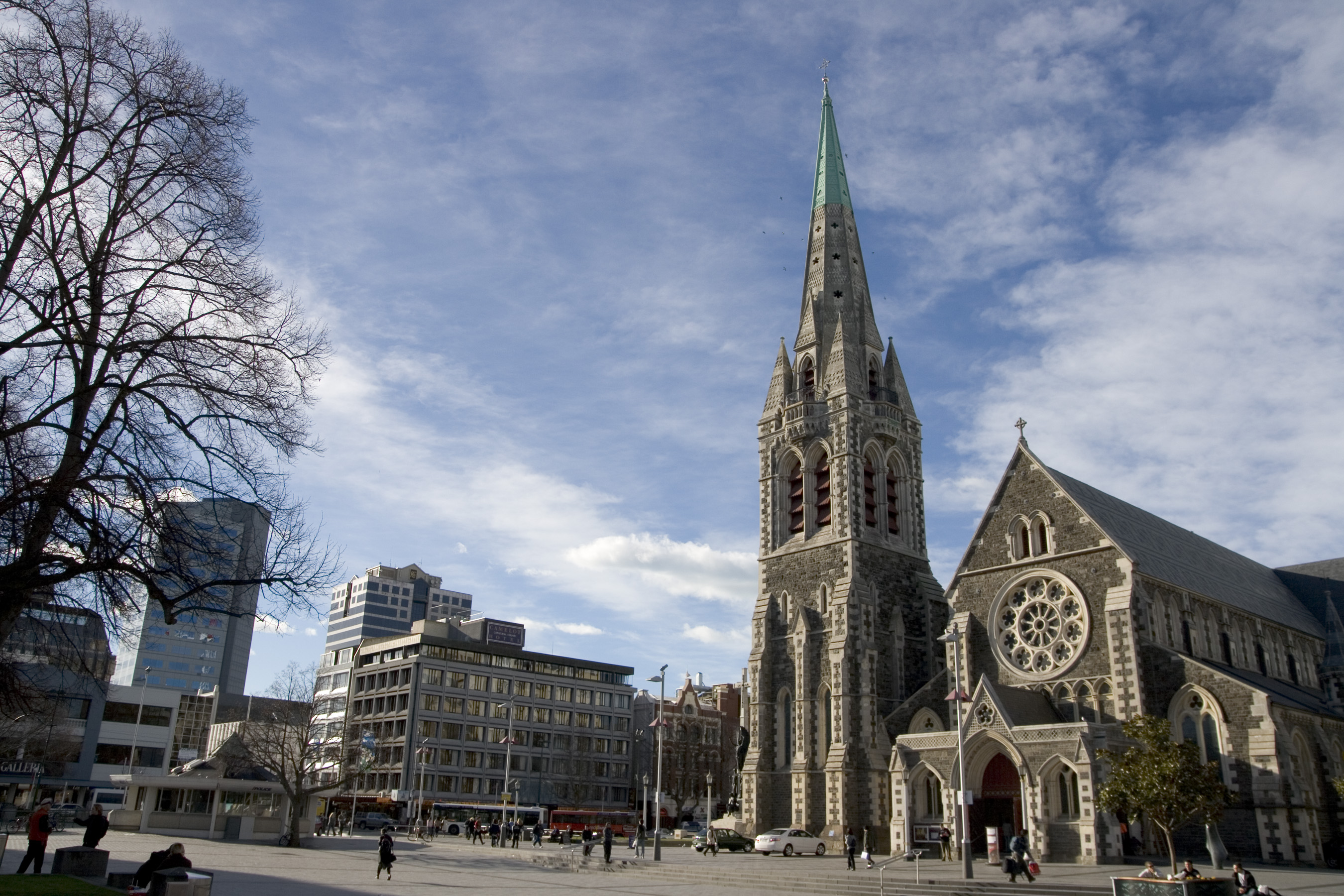
Cathedral Square voor de aardbeving van 2011

In de nacht van 3 op 4 september 2010 deed er zich in en om Christchurch een aardbeving voor met een kracht tussen 7,1 en 7,4 op de momentmagnitudeschaal. Hierbij liepen, vooral in het centrum van de stad, veel (historische) gebouwen aanzienlijke schade op.
Het epicentrum van de aardbeving lag op ca. 10 km diepte nabij Darfield, ca. 40 km van het centrum van Christchurch. Dit was een van de zwaarste aardbevingen in Nieuw-Zeeland sinds de zware aardbeving van 3 februari 1931 in Napier. Seismologen dachten eerst dat er ongeveer 20 breuklijnen in het gebied rondom Christchurch lagen, deze beving bracht dat aantal naar circa 100 breuklijnen.
Op dinsdagmiddag 22 februari 2011 was er opnieuw een aardbeving in en om Christchurch. Deze beving had een kracht van 6,3 op de momentmagnitudeschaal. Hoewel de kracht minder was dan de beving van 2010 vielen er 185 doden en was de schade veel groter dan in september 2010. Zeker 800 historische gebouwen werden verwoest. De kathedraal van Christchurch stortte bij de beving deels in.
Op vrijdag 23 december 2011 (om 03.00 uur Midden-Europese Tijd) werd Nieuw-Zeeland opnieuw opgeschrikt door een aardbeving, ditmaal met een kracht van 5,8 op de momentmagnitudeschaal. Er werd niet veel schade aangericht, maar delen van Christchurch kwamen onder water te staan.
Op zondag 13 november 2016 (om 13.00 uur MET) was er 51 kilometer ten noordwesten van Christchurch een aardbeving met een kracht van 7,8 op de momentmagnitudeschaal.

### Terroristische aanslagen 15 maart 2019
Op 15 maart 2019 vonden er aanslagen plaats op twee moskeeën (de Masjid al Noor-moskee en de Linwood Masjid-moskee) in Christchurch waarbij 50 doden en tientallen gewonden vielen. De verantwoordelijkheid voor de aanslagen werd opgeëist in een manifest dat op internet is verschenen. In die tekst zegt een man, naar eigen zeggen een 28-jarige Australische staatsburger, dat hij er anti-islamitische ideeën op nahoudt. Hij zou hebben geschreven dat hij streeft naar een 'blanke overheersing' en dat hij zelf een aanslag zal plegen. Al snel werd bekend dat het om Brenton Tarrant ging en dat hij een van de aanslagen ook live streamde op Facebook. Na een uur verwijderde Facebook de video, maar toen was het filmpje al verspreid naar talloze andere websites. De verdachte werd na de aanslagen gearresteerd.
Kort na de aanslagen sprak minister-president Jacinda Ardern haar afschuw over de extremistische terreurdaad uit, gevolgd door de insluitende woorden richting haar getroffen moslimmedeburgers: 'New Zealand is their home - they are us.'

## Bestuurlijke indeling

### Buitenwijken binnen Christchurch
(met de klok mee)
Mairehau; Shirley; Richmond; Avonside; Linwood; Woolston; Opawa; Waltham; St. Martins; Beckenham; Sydenham; Somerfield; Spreydon; Addington; Riccarton; Ilam; Burnside; Fendalton; Bryndwr; Strowan; Merivale; Papanui; St. Albans. In de wijk Ilam staat het gelijknamige landhuis (thans conferentiecentrum) waar Juliet Hulme woonde met haar ouders. Het was toen de ambtswoning van haar vader, die rector van de universiteit van Canterbury was. Op het terrein en in het huis zijn de filmopnames voor Heavenly Creatures gemaakt.

## Cultuur

### Parken

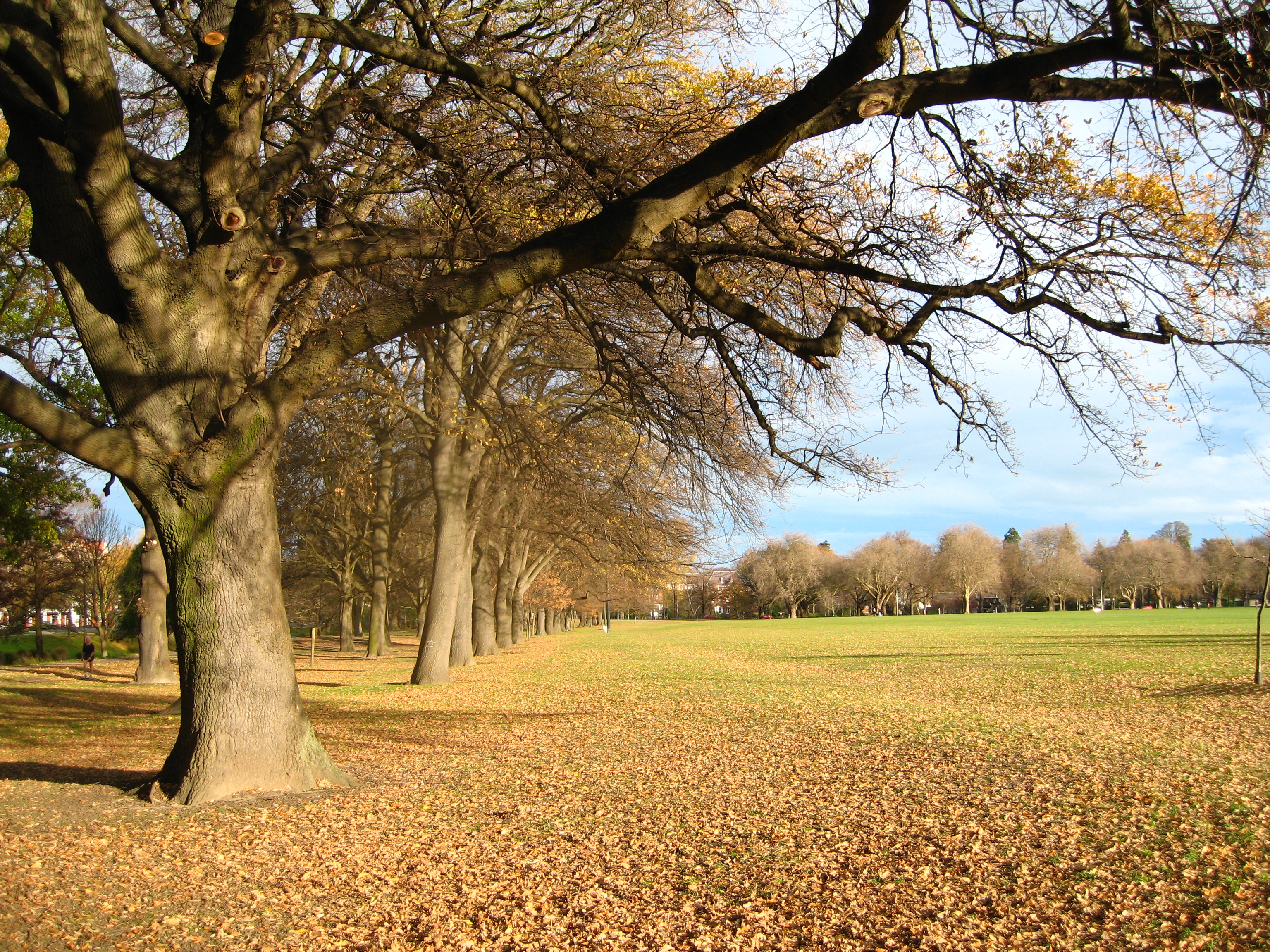
Hagley Park

Bijna een derde van Christchurch bestaat uit parken, plantsoenen of recreatieterrein. Christchurch wordt daarom ook wel de Garden City van Nieuw-Zeeland genoemd. Het bekendste park is waarschijnlijk Hagley Park. Dit park is 180 ha groot en daarmee is het park het grootste van de stad. Men kan hier sporten en wandelen. Er bevinden zich ook fietspaden en vijvers in het park. In 1906 was het park de locatie van de New Zealand International Exhibition.
Het park is erg oud, de eerste kolonisten reserveerden de grond al voor een stadspark. Het was toen al 2 km² groot. In 1856 werd het park officieel gereserveerd voor publieke ontspanning en vermaak. De oorspronkelijke inheemse vegetatie werd door de kolonisten tegen 1870 vervangen door Europese grassen, planten en bomen. De Christchurch Botanic Gardens, die in 1863 werden aangelegd, liggen niet ver van Hagley Park.
Een ander park is Victoria Square, waar beelden van koningin Victoria en James Cook staan. Hier staat ook de H.L. Bowker-fontein, die veel toeristen trekt. In dit park vond op 22 juni 1954 de moord plaats op Honorah Rieper, gepleegd door haar dochter Pauline Parker en haar vriendin Juliet Hulme; de 16-jarige meisjes zagen de moeder als een bedreiging voor hun intense vriendschap. Deze zaak werd in 1994 door de Nieuw-Zeelandse regisseur Peter Jackson verfilmd (Heavenly Creatures). Een vierde park is het Orana Park. Dit is een wildreservaat dat zich op enige afstand van het centrum bevindt.

### Musea

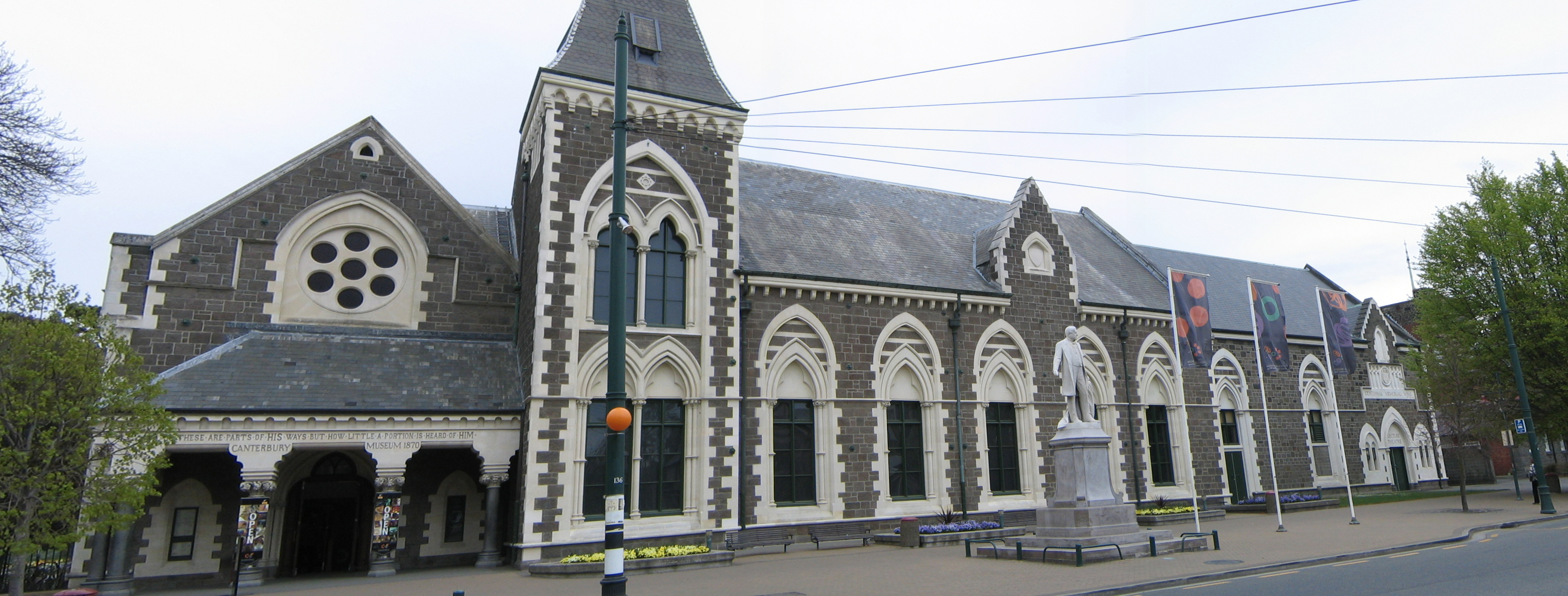
Canterbury Museum

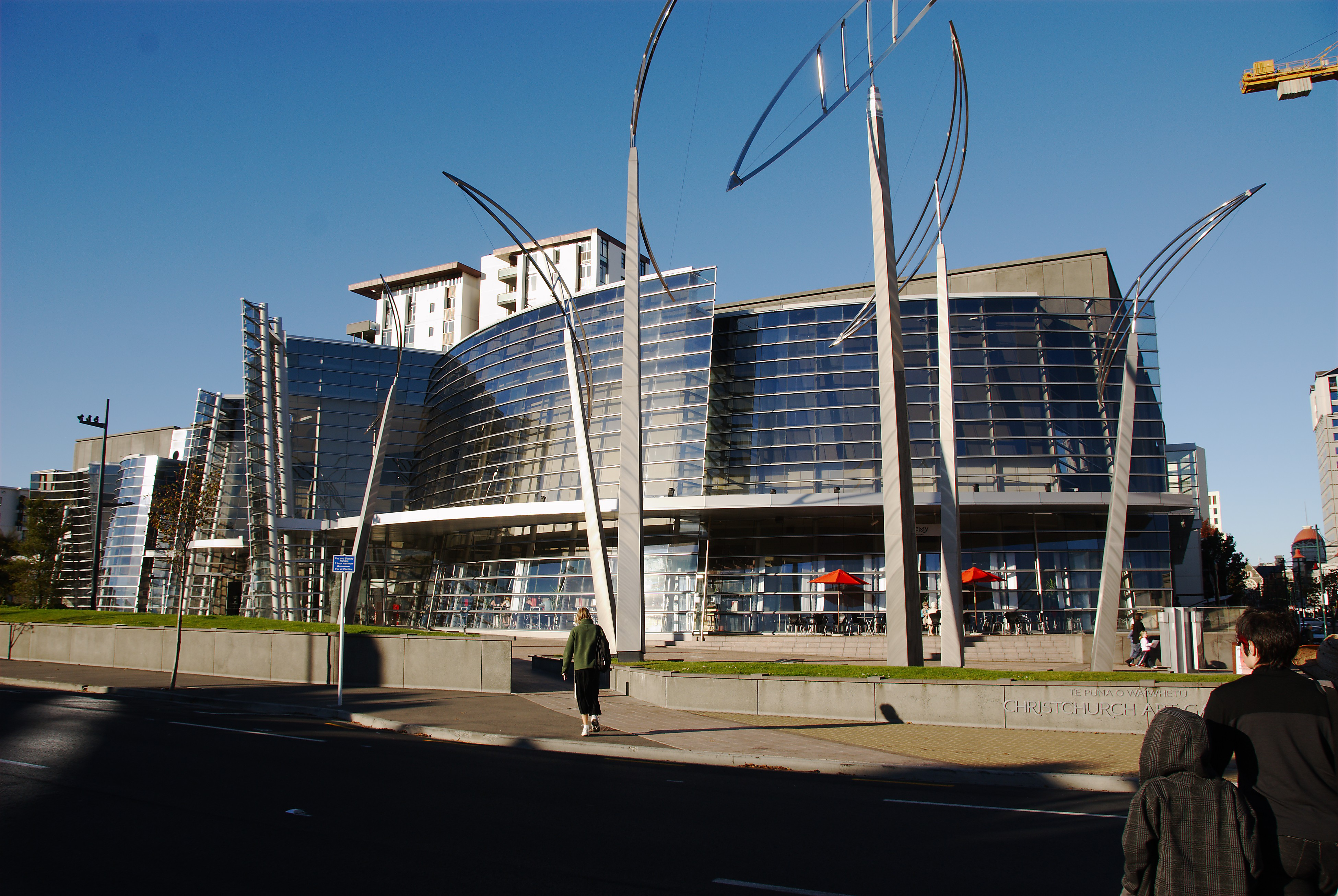
Robert McDougall Art Gallery

Het Air Force World Museum heeft een uitgebreide tentoonstelling die gewijd is aan de geschiedenis van de militaire luchtvaart van Nieuw-Zeeland. Het Canterbury Museum heeft permanente tentoonstellingen over onder meer de ontdekking van Antarctica, de kolonisatie van Nieuw-Zeeland, de Maoricultuur en de oosterse kunst.
Er zijn twee kunstmusea in Christchurch: Robert McDougall Art Gallery en Arts Centre of Christchurch. Andere musea zijn Science Alive! en het Ferrymead Historic Park.
Nabij het vliegveld, ongeveer 8 km ten westen van het centrum, ligt het Christchurch International Antarctic Centre. Dit is het bezoekerscentrum van het Antarctich onderzoeksinstituut. De permanente tentoonstelling richt zich op het (over)leven op de onderzoeksstations op Antarctica. Daarnaast heeft het een zogenaamde klimaatkamer waar ieder halfuur een sneeuwstorm nagebootst wordt. Op het buitenterrein, om het gebouw heen, is een 'cross country'-parcours ingericht waar men demonstratieritjes in zuidpoolvoertuigen (zogenaamde Haglunds) kan maken. De plaats van dit onderzoekscentrum is niet zomaar gekozen: vanaf Christchurch International Airport vertrekken in de zomer (oktober t/m maart) bevoorradingsvluchten naar de onderzoeksstations op Antarctica. Het onderzoekscentrum dient tevens als vertrekhal en briefing centre voor deze vluchten.

### Cathedral Square
Midden in de stad ligt Cathedral Square, het hart van Christchurch. Dit plein is omgeven door allerlei oude gebouwen, met als belangrijkste bezienswaardigheid de Christ Church Cathedral. Op 2 maart 2012 werd bekend dat de kathedraal als gevolg van de aardbeving van 22 februari een jaar eerder en de schokken daarna zo zwaar was verwoest, dat zij niet meer opnieuw kon worden opgebouwd en dus moest worden gesloopt.
Het plein is ontoegankelijk voor verkeer. Hier bevindt zich ook een standbeeld van John Robert Godley, stichter van Canterbury.

## Banks Peninsula
Banks-schiereiland is een schiereiland niet ver van Christchurch. Hier bevindt zich onder andere het historische plaatsje Akaroa.

## Klimaat
| Maand                                   | jan  | feb  | mrt  | apr  | mei  | jun  | jul  | aug  | sep  | okt  | nov  | dec  | Jaar  |
| --------------------------------------- | ---- | ---- | ---- | ---- | ---- | ---- | ---- | ---- | ---- | ---- | ---- | ---- | ----- |
| Gemiddeld maximum (°C)                  | 22,7 | 22,1 | 20,5 | 17,7 | 14,7 | 12,0 | 11,3 | 12,7 | 15,3 | 17,2 | 19,3 | 21,1 | 17,2  |
| Gemiddelde temperatuur (°C)             | 17,5 | 17,2 | 15,5 | 12,7 | 9,8  | 7,1  | 6,6  | 7,9  | 10,3 | 12,2 | 14,1 | 16,1 | 12,2  |
| Gemiddeld minimum (°C)                  | 12,3 | 12,2 | 10,4 | 7,7  | 4,9  | 2,3  | 1,9  | 3,2  | 5,2  | 7,1  | 8,9  | 11,0 | 7,3   |
|                                         |      |      |      |      |      |      |      |      |      |      |      |      |       |
| Neerslag (mm)                           | 38,8 | 42,3 | 44,8 | 46,2 | 63,7 | 60,9 | 68,4 | 64,4 | 41,1 | 52,8 | 45,8 | 49,5 | 618,2 |
| Bron: NIWA: Climate Data and Activities |      |      |      |      |      |      |      |      |      |      |      |      |       |

## Verkeer en vervoer

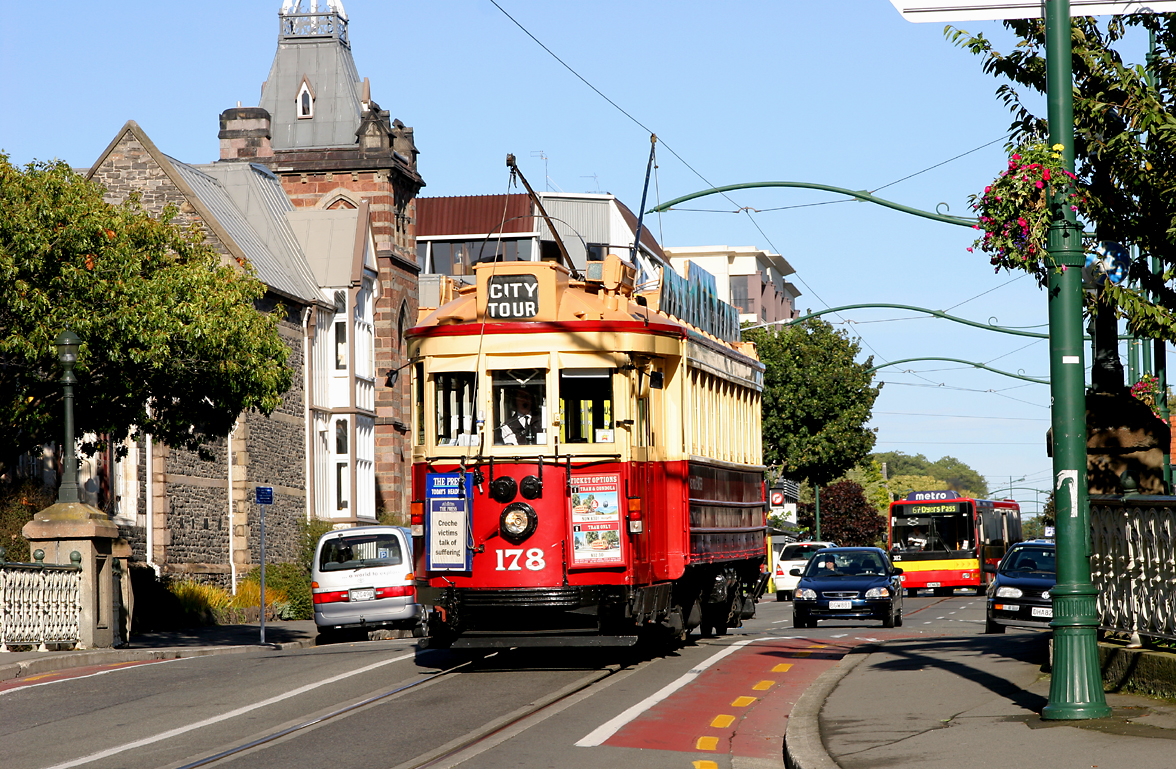
De tram van Christchurch

De luchthaven van Christchurch is Christchurch International Airport. Deze bevindt zich 12 kilometer buiten het centrum.
Vervoer in de stad vindt voornamelijk met de auto plaats, hoewel Christchurch wel lokale en langeafstandsbusverbindingen heeft. Vanwege het vlakke terrein legt de stad een netwerk van fietspaden aan. Van 1905 tot 1954 bestond er een uitgebreid elektrische tramnet. Sinds 1995 heeft de stad weer een werkende tramlijn. Deze lijn van 3,9 km maakt een rondje door het centrum en wordt hoofdzakelijk gebruikt als toeristische attractie.
De stad is het startpunt voor een tweetal treinverbindingen. De TranzAlpine, die via de Nieuw-Zeelandse Alpen naar Greymouth gaat, en de TranzCoastal, die in Picton uitkomt. Op beide lijnen worden passagiers vervoerd. Tot 2002 was de Main South Railway in gebruik. Deze lijn liep via Dunedin naar Invercargill maar werd opgeheven omdat hij niet meer rendabel was.

## Melbourne Airrace
In 1953 werd de laatste Melbourne Airrace gehouden. Ditmaal was niet Melbourne de eindbestemming, maar Christchurch. De KLM won deze race met een DC-6 genaamd Dr.Ir. M.H.Damme.

## Stedenband
- Wuhan (China)
- Seattle (Verenigde Staten)

## Geboren in Christchurch
- Ngaio Marsh (1895-1982), detectiveschrijfster
- Charles Upham (1908-1994), militair in de Tweede Wereldoorlog en tweemaal ontvanger van het Victoria Cross
- Matthew Grinlaubs (1971), Australisch beachvolleyballer
- Joanne Kiesanowski (1979), wielrenster
- Michelle Ang (1983), actrice
- Hayley Westenra (1987), sopraan
- Michael Vink (1991), wielrenner
- Alex Frame (1993), wielrenner
- Olivia Podmore (1997-2021), baanwielrenster
- Ellesse Andrews (1999), baanwielrenster